# Rina Nakanishi
Rina Nakanishi  ( 中西 里 菜   Nakanishi Rina ?,  nació el 26 de junio 1988 en la Prefectura de Oita) es una ex-actriz pornográfica japonesa AV Idol con el nombre de  '  Rico Yamaguchi ' ( やまぐち りこ   Yamaguchi Riko?) y excantante del famoso grupo musical de j-pop femenino AKB48.

## Vida y carrera
Nakanishi se retiró de la escuela secundaria en la Prefectura de Oita en 2005 después de una audición para el grupo idol japonés femenino de pop AKB48. Ella pasó la audición y se convirtió en una de las integrantes de la primera generación del grupo como parte de AKB48 "Equipo A" y también la unidad de Chocolove de AKB48 Ella hizo su aparición e interpretó diversas canciones, junto con otras integrantes de AKB48 en la edición 58 del festival musical japonés de vísperas de año nuevo Kohaku Uta Gassen en el año 2007 Se graduó de AKB48 después de la actuación final del renacimiento en escena del equipo A en noviembre de 2008 dejando el grupo a causa del dolor de espalda crónico y padecimiento de asma.
Al mes siguiente, comenzó una nueva carrera como actriz porno en la industria AV, dando un cambió drástico de su carrera como cantante lo cual sorprendió a sus fanes cuando hace su debut para la compañía pornográfica japonesa de Alice Japón apareciendo en su primer video Riko Yamaguchi AV Debut para sus apariciones AV ella comenzó a usar el nuevo nombre de Riko Yamaguchi  ( やまぐち りこ   Yamaguchi Riko?), y también una fecha de nacimiento diferente en su nuevo perfil (12 de diciembre de 1990). A pesar de que sólo comenzó su carrera AV en agosto de 2010, DMM el principal distribuidor de videos de la industria AV (parte de Hokuto Corporation) la clasificó en # 1 en ventas de DVD de todo el año 2010 Posteriormente se dio a conocer un álbum de fotos desnuda, Departure, y ha participado en películas de la empresa pornográfica Alice Japón y en 2011 de la compañía Soft On Demand.
En marzo de 2011 la hermana menor de Rina hizo también su debut en AV bajo el nombre de  "Riku Yamaguchi"  ( やまぐち りく   Yamaguchi Riku?). Las dos hermanas aparecieron juntas en la película de La primera y última colaboración de Yamaguchi Riko y su hermana Riku Yamaguchi  ( 最初 で 最後 の 姉妹共演 やまぐち りこ やまぐち りく)?), publicado en diciembre de 2011
En febrero de 2012, se anunció que tanto Riko y su hermana, Riku se retiran de la industria AV.

## Como Rina Nakanishi

### DVD
- Nakanishi Rina First DVD: AKB48 Graduation (中西里菜 First DVD ~AKB48 Graduation~?), 24 de abril de 2009

### Photobooks
- Nakanishi Rina First Shashinshū: AKB48 Graduation (中西里菜 First 写真集 ~AKB48 Graduation~?), marzo de 2009

## Como Rico Yamaguchi

### Filmografía parcial
| Release date | Video title | Company             | Director        | Notes                                           |
| ------------ | --- | ------------------- | --------------- | ----------------------------------------------- |
| 2010-08-27   | Rico Yamaguchi AV Debut やまぐちりこ AV DEBUT ({{{2}}}?)                                                                            | Alice Japan DW-1184 | Shin            | AV Debut                                        |
| 2010-09-24   | Sensitive Body Be Tied - Rico Yamaguchi 敏感なカラダ。ピクピクしちゃった やまぐちりこ ({{{2}}}?)                                    | Alice Japan DW-1194 | Shin            |                                                 |
| 2010-10-22   | 4 Styles of Rich Sex - Rico Yamaguchi 本能を呼び覚ます濃厚なる4つのSEX やまぐちりこ ({{{2}}}?)                                      | Alice Japan DW-1204 | Shin            |                                                 |
| 2010-11-26   | Sex within 2.5 Seconds - Rico Yamaguchi 出会って2.5秒で合体 やまぐちりこ ({{{2}}}?)                                                 | Alice Japan DW-1213 | Kiba            |                                                 |
| 2010-12-24   | Endless Cleaning Fellatio - Rico Yamaguchi 終わらないお掃除フェラ やまぐちりこ ({{{2}}}?)                                           | Alice Japan DW-1222 | Kiba            |                                                 |
| 2011-01-08   | SOD Debut!! Ultra Thin Digital Mosaic Debut! 国民的アイドルやまぐちりこSOD降臨！！ 超極小デジタルモザイク Debut！！ ({{{2}}}?)      | SOD STAR-255        | Minami Haou     |                                                 |
| 2011-02-05   | School Costume Play / Gakuen Cosplay 学園コスプレ やまぐちりこ ({{{2}}}?)                                                           | SOD STAR-256        | Nobody          |                                                 |
| 2011-03-05   | My Wife is a National Idol - Rico Yamaguchi 僕の奥さんは国民的アイドル やまぐちりこ ({{{2}}}?)                                      | SOD STAR-261        | ミチナガヒロ    |                                                 |
| 2011-04-07   | Rico Yamaguchi - Pervert Play Sex やまぐちりこ 国民的アイドルは変態プレイがお好き!? ({{{2}}}?)                                      | SOD STAR-268        | ミチナガヒロ    |                                                 |
| 2011-05-07   | Rico Yamaguchi - Perfect Camera Eye やまぐちりこ エッチ中も、フェラ中も、何をされても絶対にカメラ目線!! ({{{2}}}?)                  | SOD STAR-281        | Kingdom         |                                                 |
| 2011-06-04   | Rico Yamaguchi - National Idol, The Awake of Sexual Desire やまぐちりこ 国民的アイドル、性欲、覚醒 ({{{2}}}?)                       | SOD STAR-288        | Minami Haou     |                                                 |
| 2011-07-07   | Love Love Living Together Diary 国民的アイドルやまぐちりこ ラブラブ同棲日記 ({{{2}}}?)                                              | SOD STAR-296        | ふぁっと☆ぼーい |                                                 |
| 2011-12-08   | The Rico Yamaguchi and Sister Riku Yamaguchi First and Last Collaboration 最初で最後の姉妹共演 やまぐちりこ やまぐちりく ({{{2}}}?) | SOD STAR-323        | ふぁっと☆ぼーい | Con Riku Yamaguchi, su hermana en la vida real. |

### Photobooks
- Departure (やまぐちりこ 1st写真集「DEPARTURE」?) (2010-07-10, Futabasha) ISBN 978-4-575-30241-7
- Recall (「りこぉる やまぐちりこ2nd 写真集」?) (2010-12-17, Futabasha) ISBN 978-4-575-30285-1